# 트랜스젠더 인권 단체
트랜스젠더 인권 단체의 목록은 다음과 같다.

## 국제 단체
- 젠더 교육 국제재단
- 세계 트랜스젠더 보건전문가협회

## 유럽
- 트랜스젠더 유럽
- 트랜스 미디어 워치

## 아시아

### 대한민국
- 트랜스젠더인권활동단체 지렁이 : 해산
- 트랜스젠더 인권단체 조각보 (Korean Transgender Rights Organization JOGAKBO)
- 성별이분법에 저항하는 사람들의 모임, 여행자(Gender Voyager)
- 트랜스해방전선(the Transgender Liberation Front)
- 트랜스젠더 커뮤니티 고파(Gopa Transgender Community)
- 청소년 트랜스젠더 인권모임 튤립연대
- 청소년 성소수자 위기지원센터 띵동[1]

## 같이 보기
- 성소수자 인권단체 목록

1. ↑  “ddingdong”.